# Häädemeeste
Häädemeeste (deutsch Gudmannsbach) ist eine estnische Landgemeinde im Südwesten des Landkreises Pärnumaa mit einer Fläche von 494 km². Die Einwohnerzahl beträgt 4725 (Stand: 1. Januar 2024).
2017 fusionierte die bisherige Landgemeinde Häädemeeste mit der nördlich angrenzenden Landgemeinde Tahkuranna.
Neben dem Hauptort, dem Großdorf (estn. alevik) Häädemeeste, und dem Großdorf Võiste umfasst die Landgemeinde die Dörfer (küla) Arumetsa, Ikla, Jaagupi, Kabli, Krundiküla, Laadi, Leina, Lepaküla, Majaka, Massiaru, Mereküla, Metsaküla, Metsapoole, Nepste, Orajõe, Papisilla, Penu, Piirumi, Pulgoja, Rannametsa, Reiu, Sooküla, Soometsa, Tahkuranna, Treimani, Uulu, Urissaare, Uuemaa und Võidu.
Häädemeeste liegt direkt am Rigaischen Meerbusen an der estnisch-lettischen Grenze. Die Sandstrände an der Ostsee ziehen im Sommer viele Touristen an.

## Vor 2017

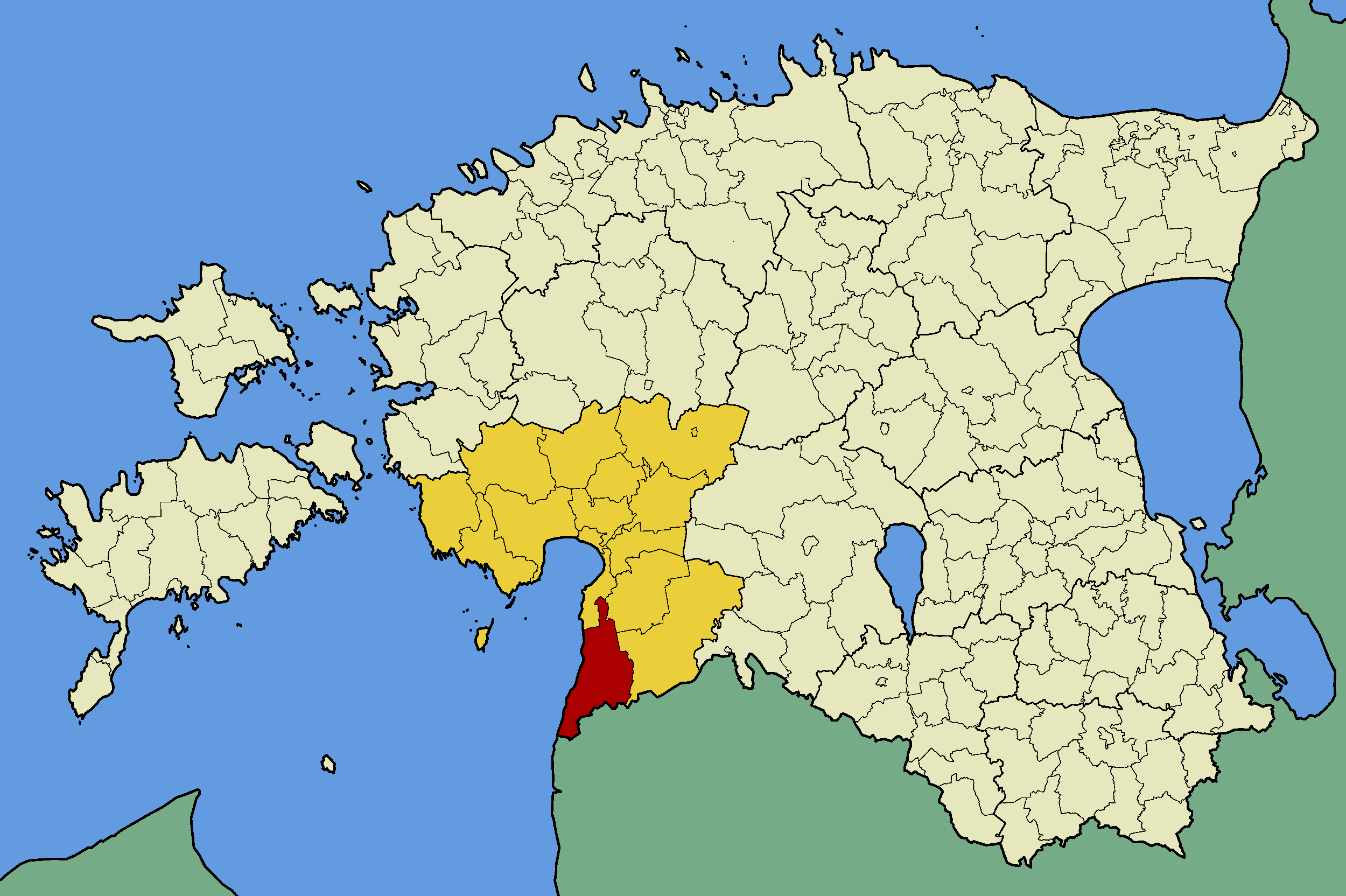
Die Landgemeinde vor 2017

Die ältere Gemeinde Häädemeeste hatte eine Fläche von 390,2 km² und 2987 Einwohner (Stand: 2010). Neben dem Hauptort Häädemeeste (868 Einwohner) umfasste die Landgemeinde die Dörfer Arumetsa (105), Ikla (190), Jaagupi (101), Kabli (391), Krundiküla (148), Majaka (51), Massiaru (129), Metsapoole (153), Nepste (25), Orajõe (44), Papisilla (70), Penu (81), Pulgoja (71), Rannametsa (142), Sooküla (81), Soometsa (142), Treimani (276), Urissaare (85), Uuemaa (40) und Võidu (112).

## Nachweise
1. ↑  RV0240: Population by sex, age and place of residence, 1 January. Estnisches Statistikamt, abgerufen am 8. Juni 2024 (englisch).